# Armand de Lhoneux
Lambert Auguste Armand de Lhoneux (Hoei, 22 augustus 1834 - Monaco, 31 december 1900) was een Belgisch bankier en edelman.

## Levensloop
- De Lhoneux was een zoon van Lambert de Lhoneux, bankier en schepen van Hoei, en van Marie-Caroline Detru. Hij was een broer van Gustave de Lhoneux, volksvertegenwoordiger en senator. Hij verkreeg in 1897 opname in de Belgische erfelijke adel. Hij werd bankier en bestuurder van vennootschappen en trouwde in Namêche in 1865 met barones Hortense Moncheur (1845-1910), dochter van François Moncheur, volksvertegenwoordiger, minister van Openbare Werken en substituut-procureur-generaal bij het hof van beroep in Brussel. Het echtpaar kreeg zes kinderen.
  - Jeanne de Lhoneux (1866-1938) trouwde in Jambes in 1891 met Joseph de Montpellier d'Annevoie (1861-1928), burgemeester van Annevoie-Rouillon.
  - Léon de Lhoneux (1869-1949) trouwde in Brussel in 1897 met Marie Finet (1877-1958). Hij was bankier, voorzitter van de Ateliers de construction de Jambes-Namur, van de Prduits chimiques de Vedrin, van de Ciments Meuse-Brabant, bestuurder van de Charbonnages de Roton-Farciennes et Ognies-Aiseau. Met afstammelingen tot heden.
  - Blanche de Lhoneux (1870-1928) trouwde in Namen in 1897 met Jean de Wasseige (1869-1960), burgemeester van Dave.
  - François de Lhoneux (1873-1955), burgemeester van Yvoir, trouwde in Denée in 1897 met Berthe de Montpellier d'Annevoie (1874-1938), dochter van Jules de Montpellier d'Annevoie, volksvertegenwoordiger en burgemeester van Denée, en van Marie-Pélagie de Donnea. Uitgedoofde familietak.
  - Marie de Lhoneux (1876-1960) trouwde in Jambes in 1895 met baron Raoul Gourlez de la Motte (1871-1933).
  - Paul de Lhoneux (1880-1934) trouwde in Denée in 1905 met Gabrielle de Montpellier d'Annevoie, zus van Berthe (zie hierboven). Het echtpaar had zes kinderen, met afstammelingen tot heden.